# Mitterastensee
Der Mitterastensee ist ein See in der Marktgemeinde Bad Hofgastein im österreichischen Bundesland Salzburg.

## Geografie
Der Mitterastensee liegt auf einer Höhe von 2228 m ü. A. an den östlichen Hängen der zwischen Mitterastenkopf (2401 m ü. A.) und Kalkbretterkopf (2412 m ü. A.) verlaufenden Gasteiner Höhe in der Goldberggruppe. Er befindet sich in der Katastralgemeinde Vorderschneeberg. Der kleine See erstreckt sich über eine Fläche von 0,26 ha. Er ist 90 m lang und 40 m breit und hat einen Umfang von 290 m. Er weist nur eine geringe Tiefe mit flachen Ufern auf.
Etwa 500 m nordöstlich des Mitterastensees befindet sich der Ecklgrubensee. Weitere Gebirgsseen im Einzugsgebiet des Angersbachs sind der Große und der Kleine Erzwiessee.

## Ökologie
Der Mitterastensee hat den Charakter eines naturnahen Tümpels. Ihm wird ein großer ökologischer und wissenschaftlicher Wert beigemessen. Am Südufer erstreckt sich ein kleines Niedermoor. Im See kommt die Rädertierchen-Art Cephalodella doryphora vor. Die Gamswild-Ruhezone südlich des Mitterastensees darf von 1. Dezember bis 31. Mai nicht betreten werden.